# Orgellandschaft Schleswig-Holstein

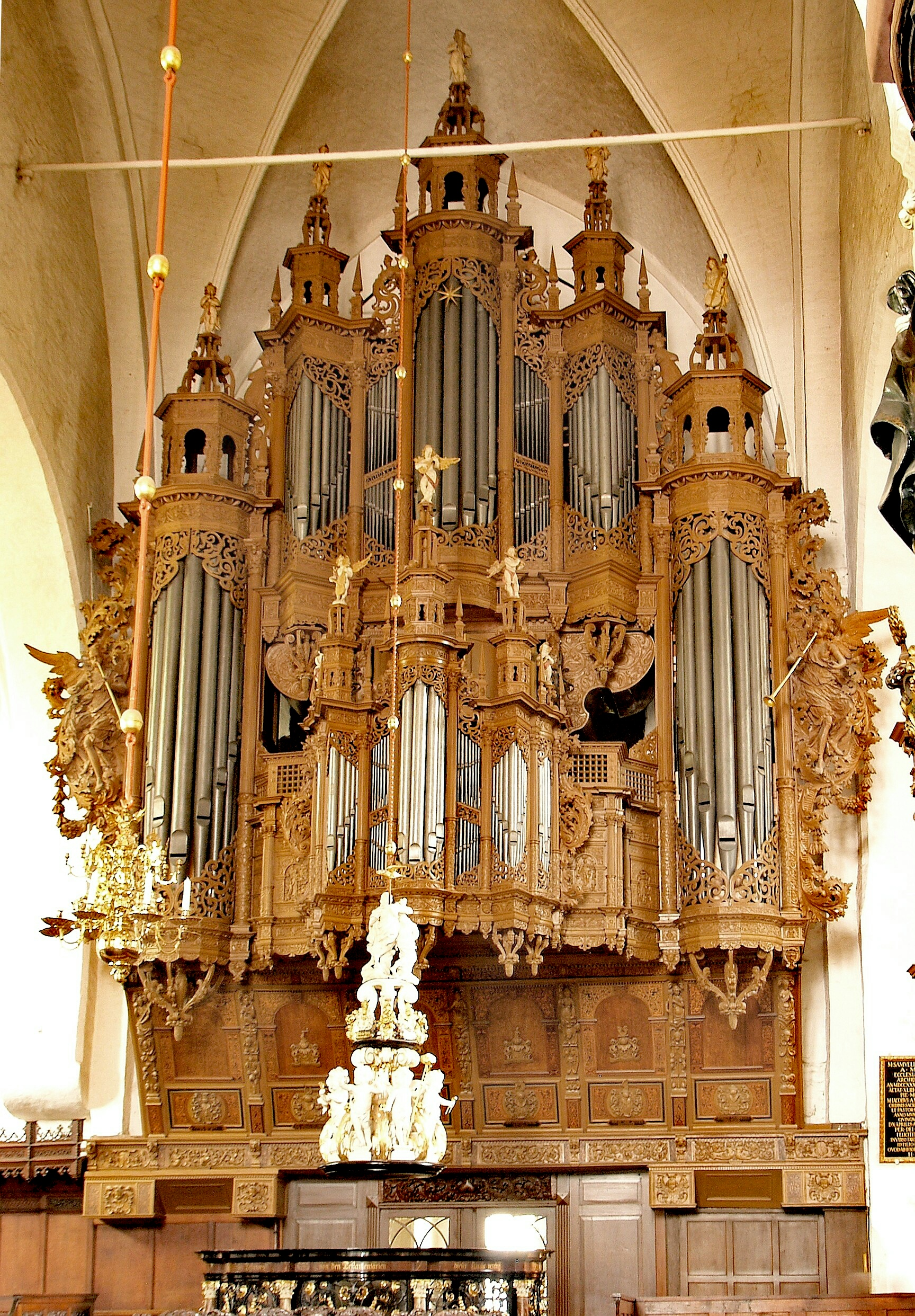
Prospekt der Spätrenaissance (1625) in der Lübecker Aegidienkirche

Die Orgellandschaft Schleswig-Holstein umfasst den historisch gewachsenen Orgelbestand der Kulturlandschaft Schleswig-Holstein. Ihre Ursprünge reichen bis in die spätgotische Zeit zurück. Aber erst im 17. Jahrhundert entstand eine eigenständige Orgellandschaft, die den wechselnden Einflüssen benachbarter Kulturregionen (vor allem aus Hamburg, Lübeck und Dänemark) ausgesetzt war. Im 18. Jahrhundert prägte die Schnitger-Schule und ab der zweiten Hälfte des 19. Jahrhunderts das dänische Orgelbauunternehmen Marcussen & Søn die Orgellandschaft maßgeblich. In der Moderne traten neben die Restaurierung historischer Instrumente einige überregional bedeutende Neubauten unterschiedlicher Stilrichtungen.
Der Artikel zeichnet die Geschichte des Orgelbaus auf dem Gebiet des heutigen Schleswig-Holsteins nach und konzentriert sich auf die erhaltenen Orgeln. Weiterführende Informationen zu einzelnen Instrumenten sind in der Liste von Orgeln in Schleswig-Holstein und in der vollständigen Liste der Orgeln in Lübeck zu finden.

## Gotik

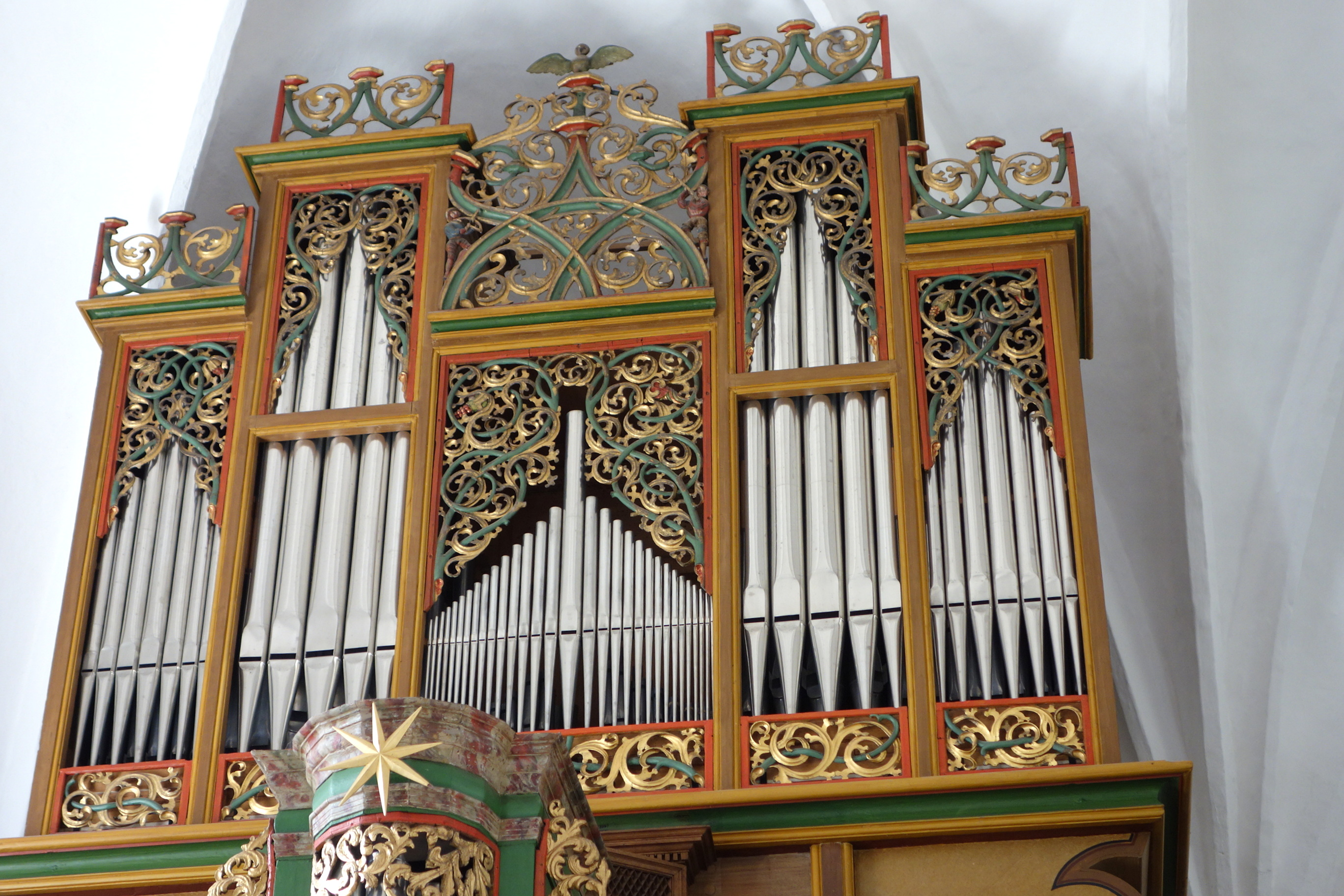
Gotischer Hauptwerk-Prospekt von 1512 in Garding

Die ersten Orgeln in dem untersuchten Gebiet wurden im 13. Jahrhundert gebaut. Für den Lübecker Dom ist im Jahr 1259 eine Orgel nachgewiesen, für den Ratzeburger Dom ein Jahr später und für Bergedorf (seit 1868 zu Hamburg) 1282. Spätgotische Orgeln erklangen ab 1420 in Rendsburg, ab 1427 in Kloster Preetz und ab 1431 in St. Nicolai in Mölln. Die heutige Möllner Orgel geht in ihren ältesten Teilen auf die Zeit um 1500 zurück, da Christoph Julius Bünting 1766 altes Pfeifenwerk in seinen Neubau einbezog. Die beiden Orgeln der Jakobikirche Lübeck gehen in ihren ältesten Teilen auf die Spätgotik zurück: Das Hauptwerkgehäuse der Großen Orgel datiert von 1466/1504 (Peter Lasur), das der Kleinen Orgel von 1467/1515. Auch sind einige Register aus dieser Zeit erhalten. Ein gotischer Prospekt mit reich geschnitztem Ornamentwerk eines unbekannten Orgelbauers aus dem Jahr 1512 ist im Hauptwerk der Orgel in der St.-Christians-Kirche in Garding zu sehen. Das Instrument weist Beziehungen zur Orgel der Rysumer Kirche aus dem Jahr 1457/1531 auf.
Über den Orgelbau und die Funktion der Orgeln in der Gotik ist wenig bekannt. Sie erfüllten in vorreformatorischer Zeit eine wichtige Funktion innerhalb der Liturgie und übernahmen Teile der Heiligen Messe und der Stundengebete, dienten aber bis zum 17. Jahrhundert nicht zur Begleitung des Gemeindegesangs. Das Blockwerk der gotischen Orgel ermöglichte kein separates Spiel mit einzelnen Registern, sondern nur das volle Werk der einzelnen Teilwerke.

## Renaissance

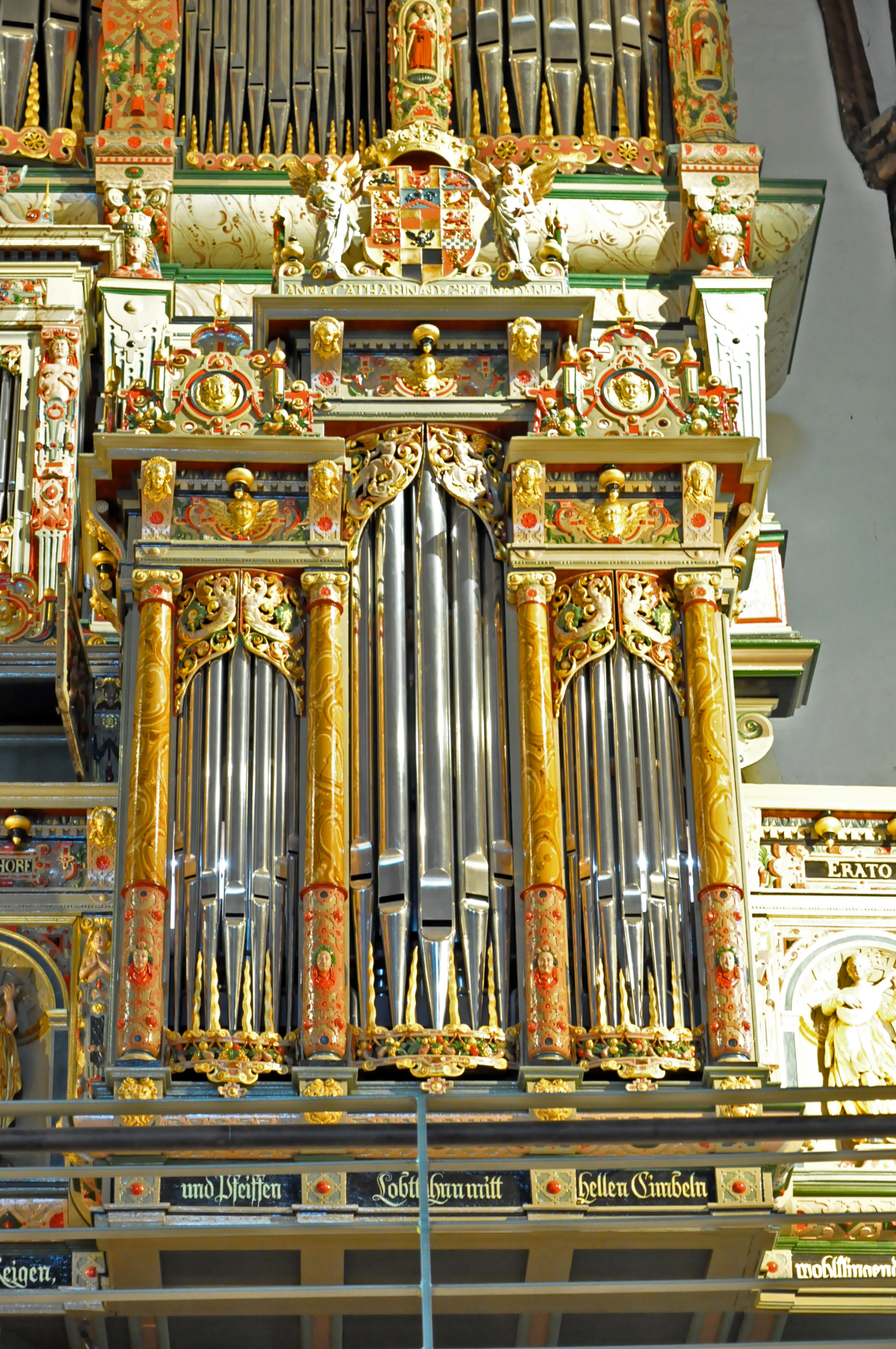
Detail aus dem Flensburger Renaissance-Prospekt von 1609

Die Orgeln der Renaissance waren weithin durch den niederländischen Einfluss der Hamburger Orgellandschaft geprägt. In der zweiten Hälfte des 16. Jahrhunderts werden die ersten Orgelbauer namentlich greifbar. So erweiterte der Hamburger Jacob Scherer die Orgeln in Mölln. Scherers neue Orgel für den Ratzeburger Dom (1551–1563) wurde später ersetzt. In St. Nikolai in Kappeln sind acht Register ganz oder teilweise aus dem 16. Jahrhundert erhalten, die aufgrund der Mensuren und Signaturen Jacob Scherer und seinem Schwiegersohn Dirk Hoyer zugeschrieben werden. In Kiel ließ Scherer erstmals den Pedalumfang beim tiefen C beginnen. Hans Köster aus Lübeck errichtete 1573 für das Kloster Preetz eine Chororgel, die später um ein Rückpositiv und Pedaltürme erweitert wurde, aber im Grundbestand des Hauptwerks erhalten ist. Im selben Jahr erweiterte er die Große Orgel der Lübecker Jakobikirche um ein reich verziertes Rückpositiv.
Aus der Zeit um 1600 blieben repräsentative Renaissance-Gehäuse bewahrt, so in der St.-Magnus-Kirche/Tating (Hauptwerk: 1590, Rückpositiv: 1650), in St. Pankratius/Oldenswort (Rückpositiv: 1592), in der Schlosskapelle von Schloss Gottorf von Johann von Groningen (1597), in Marne von Hans und Christian Bockelmann (1603) und in der Nikolaikirche Flensburg von Nikolaus Maaß (1604–1609). Einer der beeindruckendsten norddeutschen Prospekte im Stil der Spätrenaissance mit reichem Schnitzwerk, ausladenden Blindflügeln und bekrönenden Laternen gestaltete Michael Sommer 1624/1625 in der Aegidienkirche Lübeck für die ehemalige Orgel von Hans Scherer dem Jüngeren. Ein größerer Pfeifenbestand von 13 Registern von Anthonius Wilde findet sich in St. Nicolai in Wöhrden (1593–1595). Die älteste spielbare Orgel in Schleswig-Holstein steht in St. Martin/Tellingstedt. Hier schuf Tobias Brunner ein zweimanualiges Werk, das 1937 um ein Pedalwerk erweitert wurde, aber heute noch über drei Viertel des originalen Registerbestands verfügt. In St. Nikolai/Kotzenbüll geht ein Teil des Pfeifenwerks auf das 16./17. Jahrhundert zurück.
Gegenüber der gotischen Orgel führte die Erfindung der Springlade und der Schleiflade zu einer wesentlichen Klangdifferenzierung. Die Renaissance brachte neben technischen Neuerungen zahlreiche neue Register hervor.

## Barock
Eine der bedeutendsten frühbarocken Orgeln Norddeutschlands ist die kleine Orgel der Lübecker Jakobikirche. Friedrich Stellwagen ergänzte 1636–1637 das als spätgotische Schwalbennestorgel erbaute Instrument (1467/1515) um ein Rückpositiv, Brustwerk und Pedalwerk. Stellwagens erster bekannter Neubau war wohl die Orgel für die Kirche des Burgklosters in Lübeck: Das Instrument wurde 1637 fertiggestellt, und Stellwagen ist der einzige Orgelbauer, der in diesen Jahren in Lübeck nachweislich tätig war.  Für die Schlosskirche Ahrensburg (Woldenhorn) errichtete er 1639/1640 seinen ersten noch teilweise erhaltenen Neubau (Gehäuse und sechs Register sind erhalten).
Der Prospekt in St. Nikolai/Burg auf Fehmarn von Berendt Hus (1661–1665/1674–1675), dem Lehrmeister Arp Schnitgers, stand ursprünglich in der Stadtkirche Glückstadt und wurde 1940 dahin überführt. Auf einen unbekannten Orgelbauer geht das Werk in Probsteierhagen aus dem Jahr 1670 zurück. 1673 erweiterte Joachim Richborn die große Orgel der Jakobikirche Lübeck um die Pedaltürme. Ein Gehäusemittelteil von Richborn (1681–1683) ist in St. Laurentius/Tönning zu sehen.
In St. Katharinen in Gelting steht ein umgebauter Prospekt (1708) eines unbekannten Meisters. Hinrich Wiese baute die Orgeln im Herrenhaus Damp (1699) und in St. Johannis/Neukirchen (1726), Nikolai Plambeck die Orgel der Stadtkirche Preetz (1733).

### Arp Schnitger

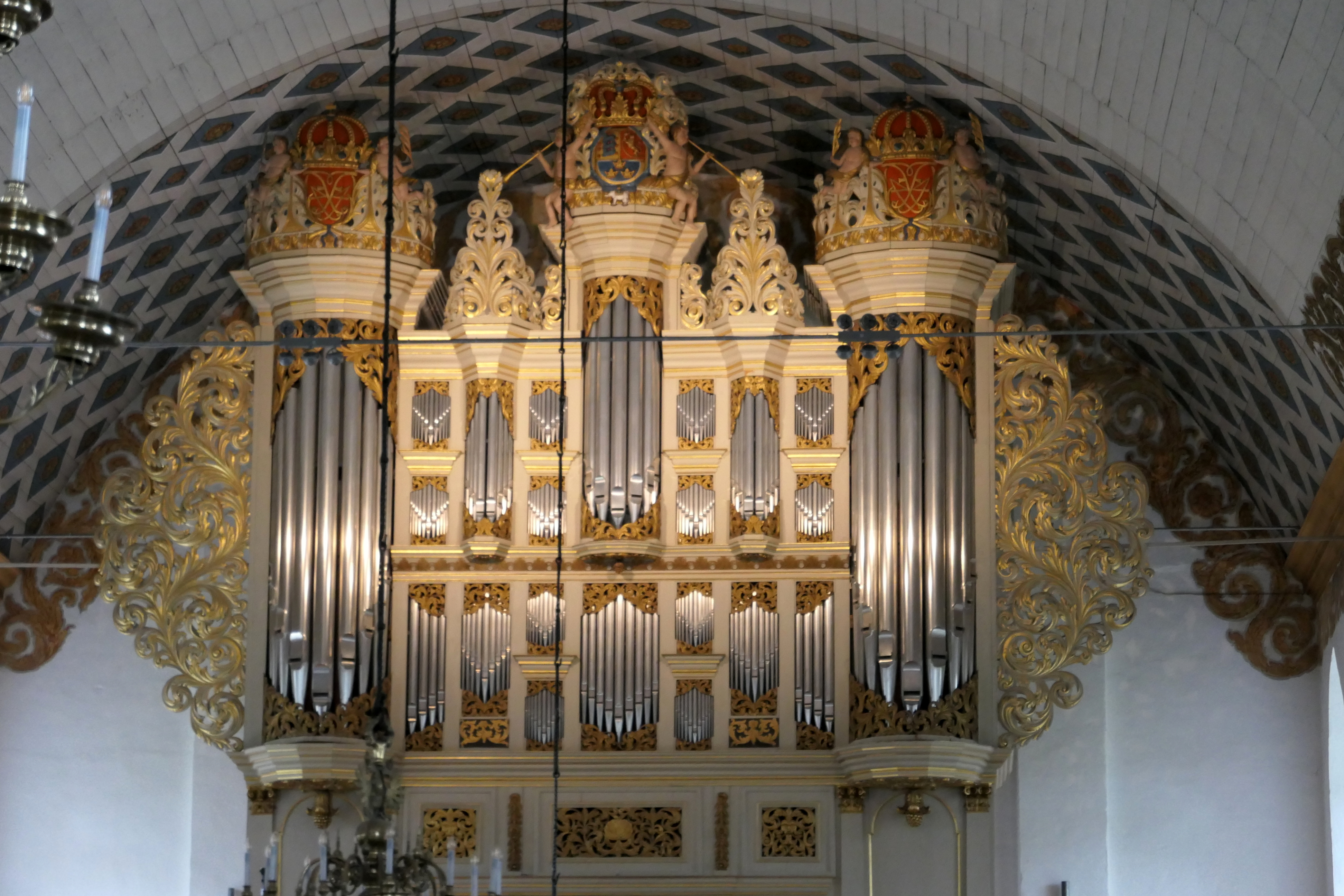
Einheitsgehäuse der Schnitger-Orgel in Rendsburg (1716)

Die zentrale Erscheinung im norddeutschen Orgelbau des Barock ist Arp Schnitger, dem im Jahr 1702 die Orgelbauprivilegien für Schleswig und Holstein verliehen wurden. Hinter dem Renaissance-Prospekt der Nikolaikirche in Flensburg baute Schnitger 1707–1709 eine große dreimanualige Orgel mit 42 Registern, die 1922 ersetzt wurde. Seine ähnlich große Orgel in der Stadtkirche St. Laurentii in Itzehoe (1715–1719) wurde nach seinem Tod von seinem Meistergesellen Lambert Daniel Kastens fertiggestellt. Von Schnitgers zweimanualigen Orgeln sind in Elmshorn (1684), im Eutiner Schloss (1693) und Kieler Schloss (nach 1702) die Prospekte, von der Alten Kirche auf Pellworm das Gehäuse und elf Register ganz oder teilweise und in der Christkirche (Rendsburg) (1714–1716) das Gehäuse und vier Register erhalten.
Schnitgers Orgeln weisen im Kern einen fünfteiligen Prospektaufbau mit polygonalem Mittelturm und spitzen Seitentürmen auf, der bei größeren Orgeln erweitert werden konnte. Entsprechend dem Werkprinzip sind die räumlich separat stehenden Werke wie bei seinen Vorgängern Gottfried Fritzsche und der Orgelbauerfamilie Scherer nach dem Hamburger Prospekt aufgestellt. Bei den Spätwerken in Schleswig-Holstein tendierte Schnitger dazu, die einzelnen Werke zu einem großen Einheitsprospekt zu verbinden. Das Hauptwerk wird vom vollständigen Prinzipalchor beherrscht, der um Trompeten und Flötenstimmen ergänzt wird. Das Rückpositiv in der Emporenbrüstung stellt äußerlich die verkleinerte Form des Hauptwerks dar, ist klanglich aber durch verschiedene Flöten-, mehrchörige Aliquotregister und kurzbechrige Zungenstimmen charakterisiert. Das Pedal ist ohne Pedalkoppeln konzipiert und vollständig und mit kräftigen Labial- und Lingualpfeifen ausgestattet, wie es für die Begleitung des Gemeindegesangs erforderlich war.

### Schnitger-Schule

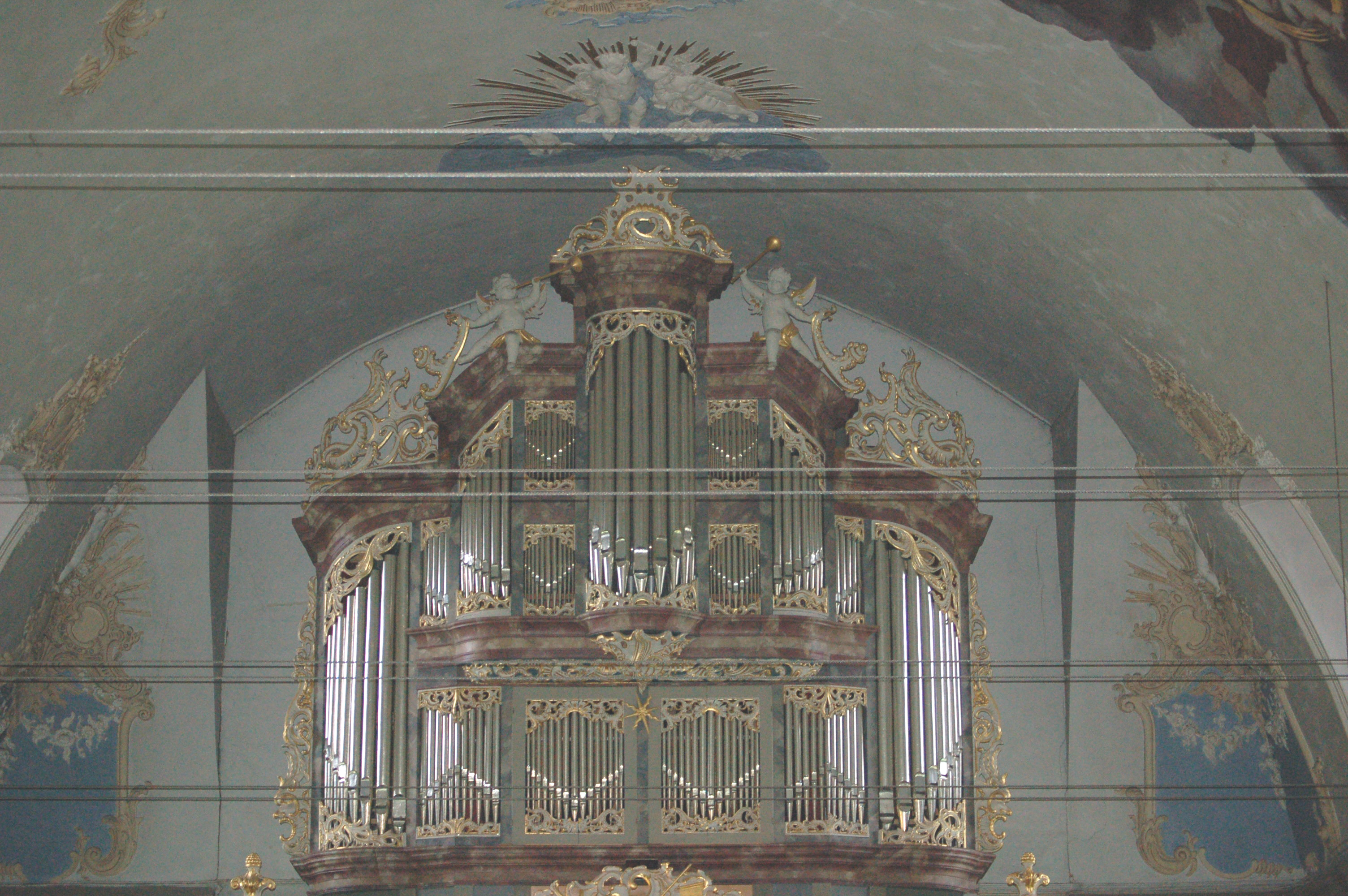
Busch-Orgel in Uetersen (1749)

Matthias Dropa war wahrscheinlich zwischen 1680 und 1692 Geselle von Schnitger und wirkte anschließend von Hamburg und Lüneburg aus. Sein Prospekt in Bargteheide stammt aus dem Jahr 1690. Hans Hantelmann arbeitete ab 1682 15 Jahre bei Schnitger und eröffnete anlässlich der neuen Orgel im Lübecker Dom, die er im Auftrag des Meisters fertigstellte, 1697 in der Hansestadt eine eigene Werkstatt. In Lübeck und Ratzeburg führte er etliche Reparaturarbeiten durch. Seine Neubauten in der Burgkirche (1713) und in Breitenfelde (1717) wurden später ersetzt. Lambert Daniel Kastens erlangte nach Schnitgers Tod dessen Privilegien für Schleswig und Holstein, bis er 1728 von Itzehoe nach Kopenhagen übersiedelte und sein Kollege Johann Dietrich Busch das Privileg und dessen Werkstatt übernahm. Zusammen mit Busch erweiterte Kastens 1731/1732 die Orgeln im Schleswiger Dom und in der Flensburger Marienkirche. Busch hinterließ in der Laurentiuskirche in Munkbrarup (1740) und in der Klosterkirche Uetersen (1749) repräsentative Orgeln. Johann Hinrich Klapmeyer stand ebenfalls in der Schnitger-Tradition, da er den Orgelbau von seinem Vater erlernt hatte, der Schüler von Schnitger war. Klapmeyer führte ab 1729 eine Werkstatt in Glückstadt und erhielt 1735 die Orgelbaukonzession auf Lebenszeit. Er baute neue Orgeln in Barmstedt (1719–1720), Herzhorn (1721), Wyk auf Föhr (1735) und Wesselburen (1736–1738). Bis auf Herzhorn sind in diesen Orgeln das Gehäuse und jeweils einige Register erhalten. Nach Klapmeyers Tod im Jahr 1753 übernahm Johann Daniel Busch die väterliche Werkstatt und erhielt das begehrte Orgelbauprivileg für Schleswig und Holstein. Die beiden Busch gelten als die bedeutendsten Orgelbauer Schleswig-Holsteins. In Langenhorn entstand 1758–1761 eine Orgel, für Satrup 1761, für die Marienkirche/Grundhof 1760–1762. In Eddelak folgte 1763 ein kleines Orgelpositiv, das 1842 als Oberwerk in einen Neubau integriert wurde, 1770 eine Orgel in Hohenwestedt, 1771 in Neustadt in Holstein, 1776 in Schönwalde am Bungsberg, 1779 Itzehoe (Kapelle St. Jürgen) und 1782 in Oldenburg in Holstein. 1784 baute Busch in Kahleby eine neue Orgel und ein Jahr später in St. Nicolai/Neuenkirchen, die fast vollständig erhalten ist, sowie 1786 in St. Wilhadi/Ulsnis und 1787 in Sankt Margarethen. Ebenfalls der Schnitger-Schule wird Johann Matthias Schreiber (Glückstadt) zugerechnet, der Schwiegersohn von Georg Philipp Telemann. In seiner Orgel in der Rellinger Kirche sind der Prospekt und 6 Register original, während die Orgel der Trinitatiskirche/Neuendorf (1757) weitgehend und in Koldenbüttel nur der Prospekt (1758) erhalten ist.

## Rokoko und Klassizismus

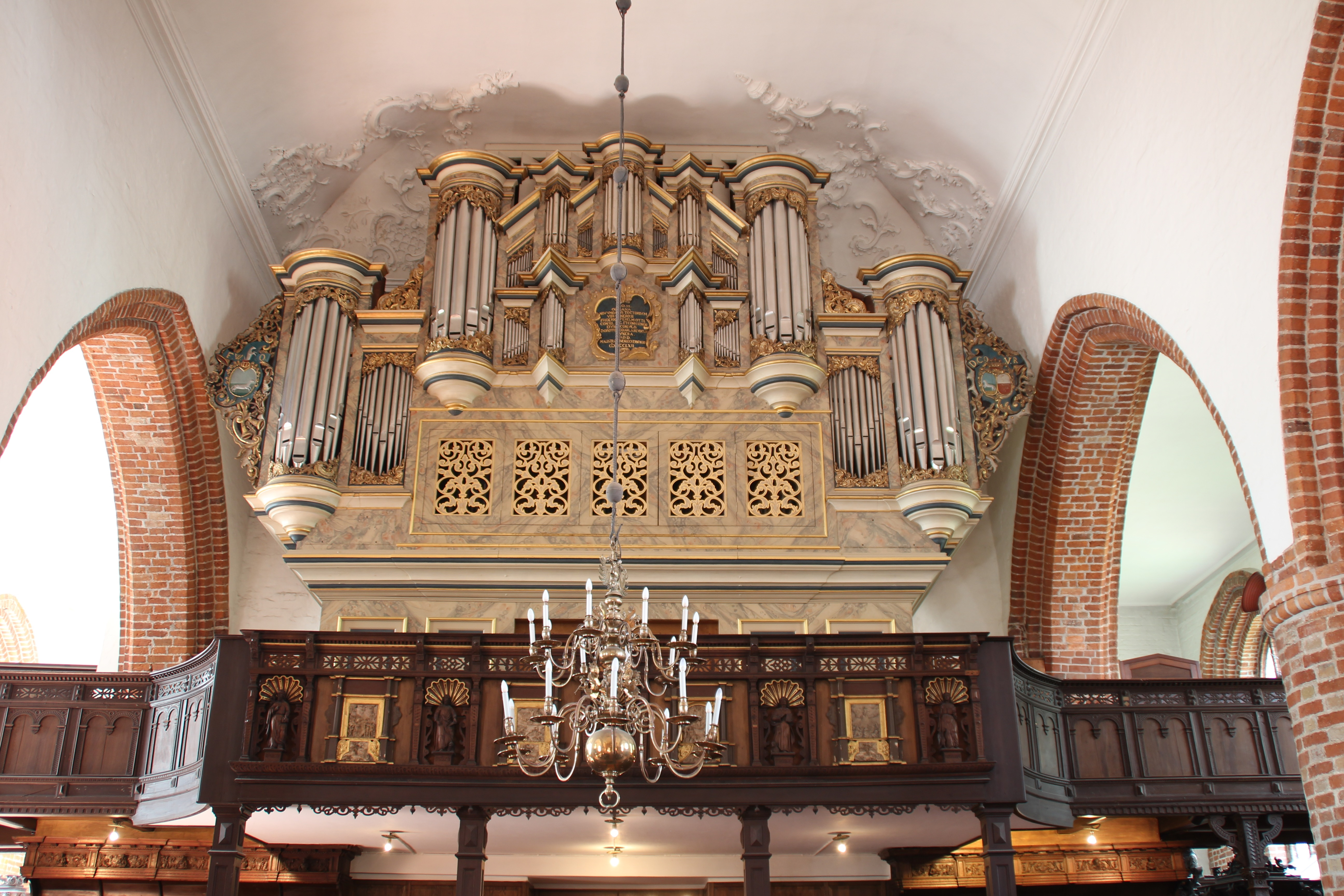
Heßler-Orgel in Eckernförde (1762)

In den 1760er Jahren erlebte der Orgelbau auch außerhalb der Schnitger-Schule eine kleine Blütezeit. Orgelneubauten entstanden in St. Nicolai/Eckernförde von Johann Georg Heßler (1762) und in Grömitz von Christoph Julius Bünting (1766) aus Lübeck, der im selben Jahr unter Einbeziehung alter Register seine neue Orgel in St. Nicolai/Mölln fertigstellte. 1767 baute Johann Hinrich Mittelheuser (Wilster) eine Orgel für die Dorfkirche Breitenberg und um dasselbe Jahr Matthias Joachim Vogel (Lübeck) ein Werk in der Johanniskirche/Krummesse, das noch zur Hälfte den alten Registerbestand aufweist. Über dem Kanzelaltar in St. Petri/Ostenfeld (Husum) errichtete Boye Lorentzen 1776 eine kleine Chororgel. Durch das Fortwirken der Schnitger-Schule einerseits und die schwierigen äußeren politischen und wirtschaftlichen Umstände andererseits (dänische Vorherrschaft, Koalitionskriege, Dänischer Staatsbankrott von 1813, Zwangssteuern usw.) konnten das Rokoko und der Klassizismus aber keine eigenständige Orgelepoche ausbilden.

## Romantik

### Marcussen & Søn

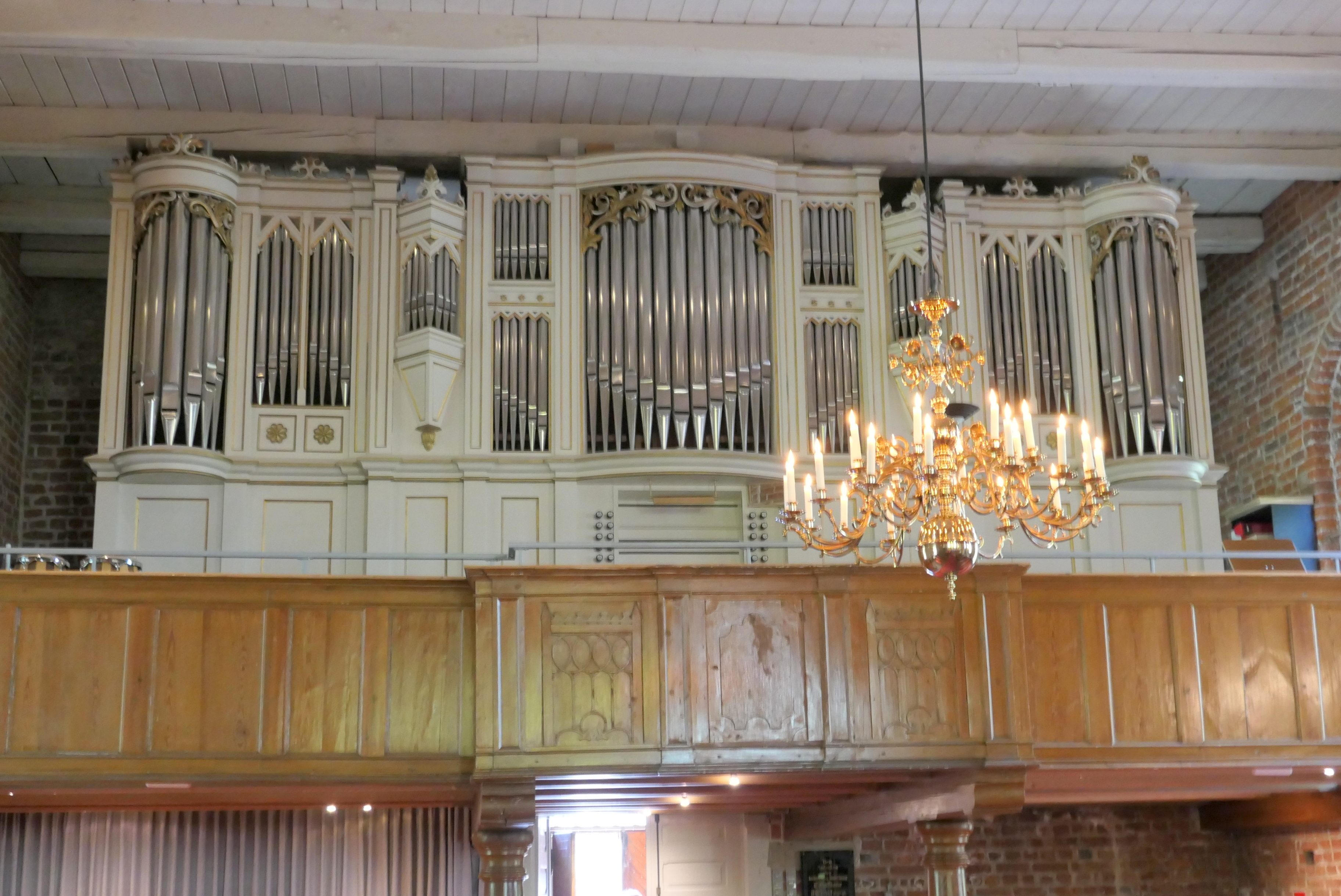
Marcussen-Orgel in Ahrensbök (1867)

Nach Jahrzehnten relativen Stillstands setzte eine rege Orgelbautätigkeit erst wieder um 1840 mit dem Wirken der dänischen Firma Marcussen & Søn ein. Bereits im Jahr 1820 war das Opus 1 nach Sieseby geliefert worden. Nachdem die Firma 1836 den Titel „Orgelbauer des königlichen Hofes von Dänemark“ erhalten hatte, erhielt sie große Aufträge für den Schleswiger Dom (1839) und die Kieler Nikolaikirche mit jeweils 47 Registern. Aus der Zeit vor dem Deutsch-Dänischen Krieg (1864) sind Marcussen-Orgeln erhalten in der Schifferkirche Arnis (1842), der Flintbeker Kirche (1845), der Plöner Johanneskirche (1845), in Oeversee (1846), Schloss Glücksburg (1847), Kirchbarkau (1852), der Petrikirche Landkirchen (1854), in Heiligenstedten (1855), St. Jürgen/Grube (1859) und Sankt Margarethen (1859). Als Folge des Deutsch-Dänischen Krieges 1864 fiel Nordschleswig mit der Stadt Aabenraa (deutsch: Apenrade), wo Marcussen & Søn ihren Firmensitz hatten, an Preußen bzw. 1871 ans Deutsche Reich. Insbesondere während dieser Zeit lieferte das Unternehmen zahlreiche Instrumente im traditionellen Stil mit kräftiger Intonation und in solider Bauweise, von 1848 bis 1891 über die Hälfte der 200 Neubauten, darunter die Orgeln in der Trinitatiskirche Wewelsfleth (1866), in St. Jürgen Gettorf (1866), der Marienkirche Ahrensbök (1867), in Hemme (1873), Hollingstedt (Treene) (1874), der Marienkirche Nübel (1873), in Bannesdorf auf Fehmarn (1880), in der Katharinenkirche Großenaspe (1881) und in der Dorfkirche Zarpen (1883). Johann Hinrich Färber hatte bei Marcussen den Orgelbau erlernt und baute von Tönning aus zwischen 20 und 30 Orgeln, unter anderem 1868–1869 in Bredstedt und 1876 in der Neuen Kirche auf Pellworm.
In den 1890er Jahren führte Marcussen & Søn die Röhrenpneumatik und ab dem 20. Jahrhundert die pneumatische Traktur ein. Exemplarisch seien die Orgeln in St. Matthäi/Lübeck (1901–1902), Esgrus (1911–1912) und Uelvesbüll (1914) genannt. Marcussen setzte auch die Elektro-Pneumatik ein, die jedoch störanfällig blieb. Durch die Einführung der neuen Techniken blieb das Unternehmen zwar konkurrenzfähig, brach aber mit der jahrhundertealten Tradition des Werkprinzips und der mechanischen Schleiflade. Die Orgellandschaft Schleswig-Holstein ging auf diese Weise in dem allgemeinen deutschen Orgelbau auf. Im romantischen Orgelbau dominierten die grundtönigen Stimmen und eine möglichst stufenlose Klangdynamik wurde angestrebt. Infolge der Volksabstimmung in Schleswig 1920 wurden Marcussen & Søn wieder zu einer dänischen Firma, da die Stadt Aabenraa an Dänemark zurückfiel, was zu einem Auftragsrückgang aus dem deutschen Schleswig-Holstein führte.

### Überregional tätige Orgelbauer
In der zweiten Hälfte des 19. Jahrhunderts erhielten zunehmend überregional tätige Orgelbaufirmen Aufträge in Schleswig-Holstein. Der berühmte Johann Friedrich Schulze (Paulinzella) erneuerte 1862 die Orgel in der Eutiner Schlosskapelle. Carl Johann Heinrich Röver (Stade) baute 1894 ein Instrument in Sterley und Wilhelm Sauer (Frankfurt an der Oder) 1898 in Welt (Eiderstedt), 1901 in der Basilika Altenkrempe und 1905 in Ostenfeld (Husum). Im Jahr 2003 erwarb die Kieler Nikolaikirche eine Chororgel von Charles Mutin aus dem Jahr 1920.

## 20. und 21. Jahrhundert

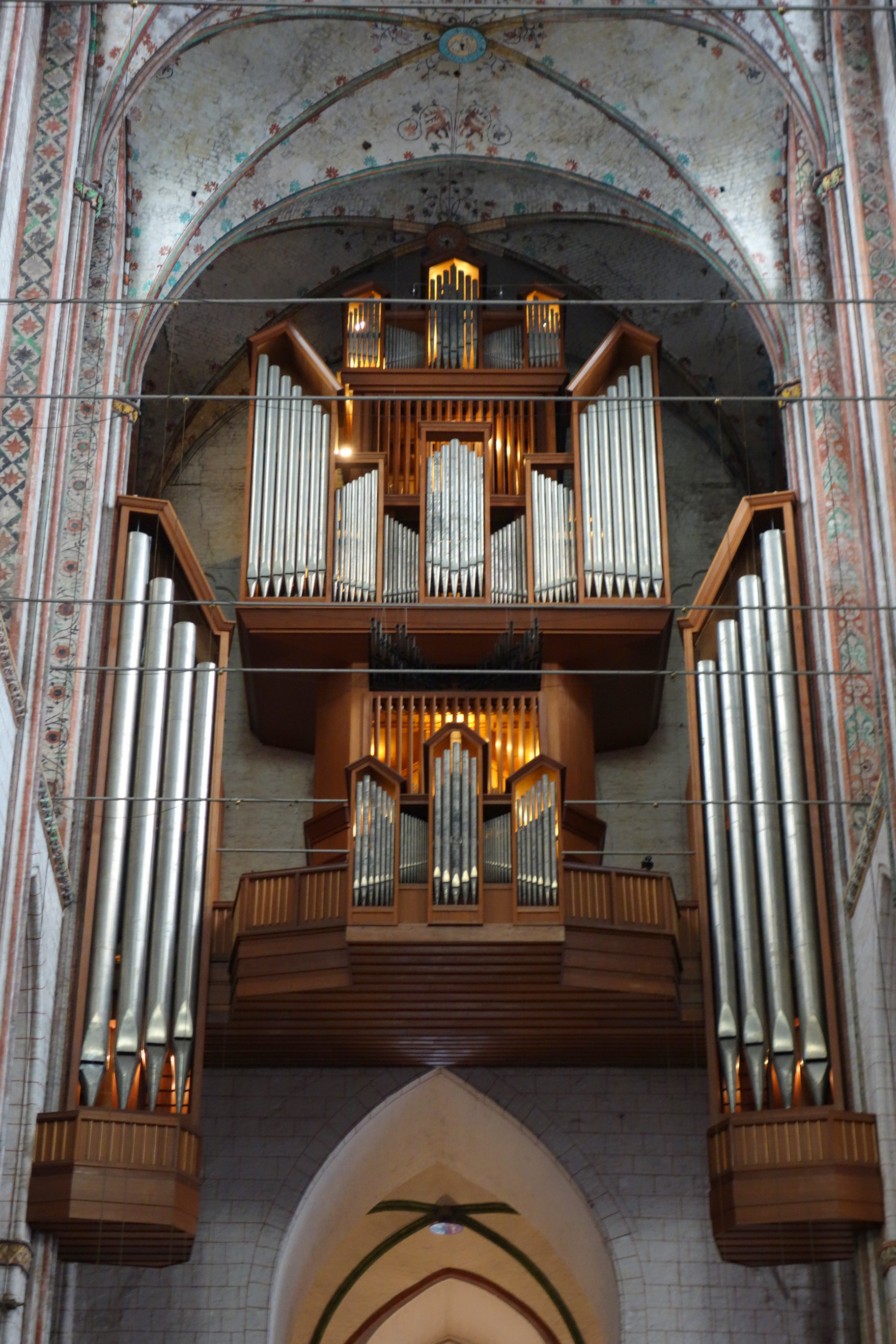
Die Kemper-Orgel von 1968 in der Lübecker Marienkirche ist die größte Orgel des Landes.

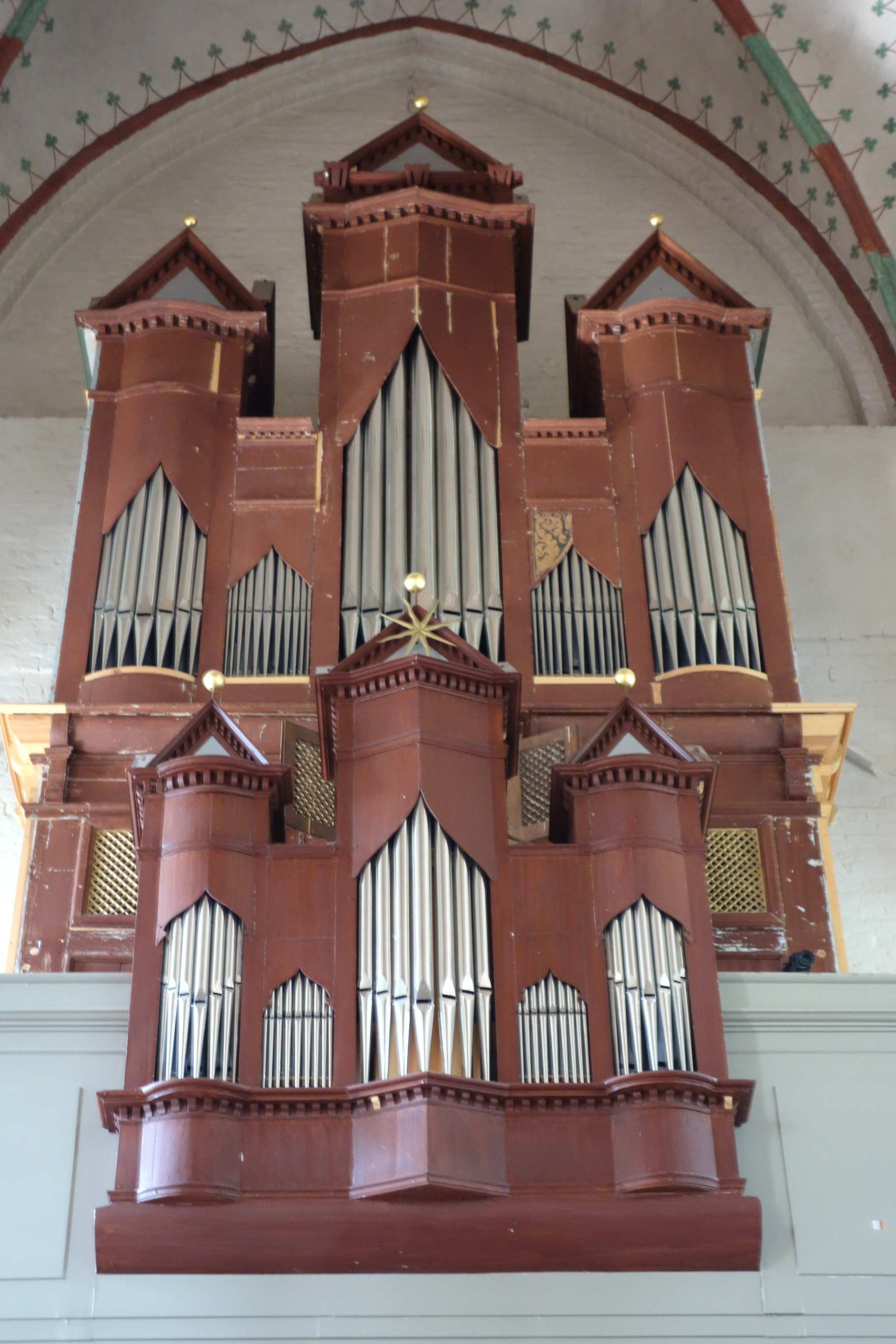
West-Orgel in Neustadt (2010) im Stil der Renaissance

Die „Organistentagung in Hamburg-Lübeck“ 1925 läutete das Ende des romantischen Orgelbaus und den Beginn der Orgelbewegung ein, die nach dem Zweiten Weltkrieg zu einer Rückkehr zu den traditionellen Techniken, vielfach aber auch zu einem neobarocken Klangbild führte. Emanuel Kemper begründete 1868 einen Familienbetrieb in Lübeck. Sohn Karl und Enkel Emanuel (Magnus) Kemper waren bedeutende Vertreter der Orgelbewegung, die nach den Zerstörungen des Weltkriegs vor allem im norddeutschen Raum zahlreiche Orgelneubauten schufen, aber auch historische Instrumente restaurierten. Nach einer Restaurierung der Großen Orgel in der Lübecker Jakobikirche 1935 nach Plänen von Hugo Distler und Erich Thienhaus folgte ein Erweiterungsumbau in den Jahren 1957–1965. Der Neubau in der Marienkirche (1962–1968) durch Kemper war mit 100 Registern auf fünf Manualen und Pedal seinerzeit die größte Orgel der Welt mit mechanischer Traktur.
An der Orgelreform im Sinne Albert Schweitzers orientierte sich Klaus Becker aus Tremsbüttel. Er baute Orgeln in Lütjenburg (1968), in der Petrikirche zu Bosau (1972, mit Spanischen Trompeten), in St. Georg auf dem Berge in Ratzeburg (1973), Berkenthin (1974) und in der St.-Clemens-Kirche in Nebel (1981).
Seit 1968 ist Paschen Kiel Orgelbau in Kiel ansässig. Orgeln entstanden beispielsweise für Rensefeld (1968, mit Spiegelprinzipal), Tating (1969/1980) und Haseldorf (1986). Marcussen & Søn baute dreimanualige Orgeln für den Schleswiger Dom (1963), den Meldorfer Dom (1977) und die Marienkirche Flensburg (1983).
Bundesweit und teils international tätige Unternehmen errichteten auch in Schleswig-Holstein Orgeln wie Karl Schuke (Berlin) in der Ratzeburger St.-Petri-Kirche (1980) oder Detlef Kleuker (Brackwede). Von ihm stammen die Orgeln in der Nikolaikirche Kiel (1959) und der Marienkirche Husum (1963). Auf Rieger Orgelbau geht die Hauptorgel im Ratzeburger Dom von 1978 zurück. Franz Grollmann errichtete 1976 das Instrument in St. Laurentii/Itzehoe hinter dem Schnitger-Prospekt, der Schweizer Metzler Orgelbau baute 1987 die Orgel der St.-Michaelis-Kirche, Orgelbau Mühleisen (Leonberg) die Orgeln in St. Severin/Keitum (1999) und der Peter-Paul-Kirche (2006) und Gerald Woehl (Marburg) 2009 in der Nikolaikirche Flensburg die Doppelorgel: eine Rekonstruktion der Schnitger-Orgel (III/P/42) und dahinter eine große symphonische Orgel (IV/P/63).
Verschiedene Orgelbauer hatten ab 1960 aus den Fehlern der Orgelbewegung (zu niedriger Winddruck, minderwertige Materialien, wenig grundtönige Register, hohe Aliquotregister und zu weite Mensuren) gelernt und bauten neue Instrumente in konsequent historisierender Bauweise. Als führender Orgelbauer auf diesem Gebiet gilt Jürgen Ahrend, der 1972 für die Nathan-Söderblom-Kirche in Reinbek eine norddeutsche Barockorgel in einem modernen Gehäuse baute. Johannes Rohlf rekonstruierte im Jahr 2000 die Plambeck-Orgel (1733) in der Preetzer Stadtkirche. Die Orgelwerkstatt Wegscheider bezog in Reinfeld (Holstein) (2004) das alte Rückpositivgehäuse ein. Dieter Bensmann fertigte 1997 für Bargteheide einen Neubau hinter dem Prospekt von Matthias Dropa (1690) an und für St. Jürgen/List ein Instrument mit Werckmeister-Stimmung (2001–2002). Rowan West errichtete für die Stadtkirche Neustadt in Holstein 2010 einen Neubau im Stil einer Renaissance-Orgel hinter dem Prospekt des 17. Jahrhunderts. Pfeifen und Kehlen wurden alten Vorbildern norddeutscher Orgeln nachgebaut und das Pfeifenwerk im historischen Verfahren hergestellt (Sandguss, auf Stärke gehämmert). Reinalt Johannes Klein baute 2011–2014 in St. Nikolai/Kappeln eine neue Orgel hinter dem Prospekt von 1793 und unter Einbeziehung von vier Registern des 18. Jahrhunderts.